# Palazzo Cassano Ayerbo D'Aragona
Il Palazzo Cassano Ayerbo D'Aragona è un palazzo monumentale di Napoli, ubicato in Salita San Raffaele.

## Storia
Il palazzo viene ricordato nel testo del Parrino del 1725 come un casino di caccia situato nella zona di Sant'Efremo Nuovo. Il fabbricato fu trasformato in residenza a metà del XVIII secolo, quando la zona di Materdei subì un notevole incremento demografico. In un atto notarile del 1748 è indicato l'inizio dei lavori di ristrutturazione e ampliamento voluti dal principe Giuseppe Maria d'Aragona.
Il palazzo presenta una scala a matrice ottagonale che finora è rimasta inedita alla critica architettonica e si presuppone che a progettare e dirigere il cantiere sia stato Ferdinando Sanfelice che morì il 1º aprile del medesimo anno dell'inizio dei lavori. Tale attribuzione è dovuta al fatto che un esempio così inusuale di scala napoletana fu largamente sperimentata dal Sanfelice. Con molta probabilità i lavori furono affidati a Giuseppe Astarita, già collaboratore del Sanfelice dalla metà degli anni trenta del Settecento.
Nel 1785 fu condotto un restauro diretto dall'architetto Gaetano Barba che eliminò molte decorazioni barocche conferendo al palazzo un'impronta più classicheggiante ed aperta alle nuove istanze architettoniche d'oltralpe di Marc-Antoine Laugier. Nel 1906 fu acquistato dalle suore dell'Addolorata che vi edificarono nel giardino la chiesa dell'Addolorata.
Recentemente l'edificio, in piccola parte ancora abitato dalle suore dell'Addolorata, è stato acquistato dalla Fondazione Morra,  attiva nella promozione dell'arte contemporanea ed è sede di residenze artistiche e di iniziative artistiche e culturali di livello internazionale.

## Descrizione
Il palazzo è ubicato in una zona di difficile accesso; l'ingresso è facilitato da una ripida salita che conduce ad un portale in piperno a tutto sesto. Varcato l'ingresso si arriva ad un primo cortile che faceva parte del primo edificio.
Il secondo, più grande, ospita la scala a matrice ottagonale. La struttura poligonale si sviluppa attraverso una rampa centrale affiancata da due rampe laterale, divise da un pianerottolo con uno dei lati ad arco. La scala è permeata da un accentuato dinamismo, sottolineato dalla tensione di pilastri ad angoli acuti, dal profilo dei costoloni che definiscono le volte e dai rampanti a collo d'oca.
La composizione spaziale della fabbrica primitiva e degli interventi settecenteschi sono rimaste poche tracce. La facciata principale non preserva più nulla al di fuori del portale.